# Coqui-Bezelao
Coqui-Bezelao o Pitao-Pezeelao o Becelaoo (in lingua zapoteca, "signore demoniaco") era la divinità zapoteca della morte e degli inferi insieme a sua moglie Xonoxi-Quecuya.